# Adam Schiff
Adam Bennett Schiff (Framingham, 22 giugno 1960) è un politico statunitense, senatore junior per lo stato della California dal 2024 e in precedenza membro della Camera dei Rappresentanti per lo stesso stato dal 2001 al 2024.

## Biografia
Nato in una famiglia ebrea del Massachusetts, Schiff si laureò in legge ad Harvard e lavorò per alcuni anni come avvocato.
Entrato in politica con il Partito Democratico, nel 1996 venne eletto all'interno della legislatura statale della California, dove rimase per cinque anni.
Nel 2000 si candidò alla Camera dei Rappresentanti e riuscì a sconfiggere il deputato repubblicano James Rogan, per poi essere riconfermato nelle tornate elettorali successive, anche cambiando distretto congressuale.

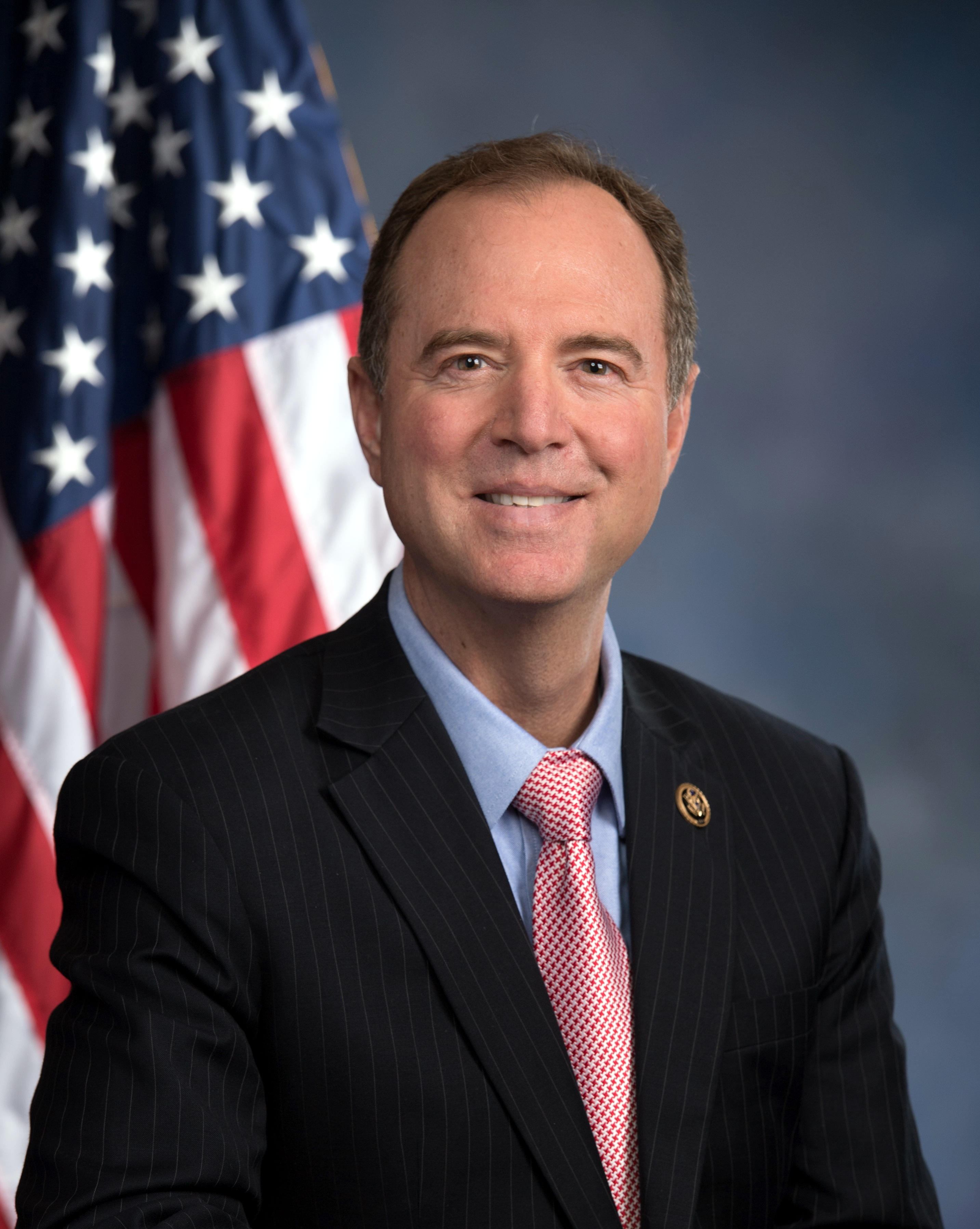
Ritratto ufficiale di Schiff come membro della Camera dei Rappresentanti nel 115º Congresso.

Ideologicamente Schiff si configura come un democratico moderato-centrista.